# Roodknolpeermos
Roodknolpeermos (Pohlia lescuriana) is een soort uit de sterrenmosfamilie (Mniaceae).

## Kenmerken
Roodknolpeermos is nog steeds een tamelijk onbekende soort die in zoden en als min of meer geïsoleerde stengels kan voorkomen. De kleur is bleek- tot geelgroen. Goed ontwikkelde planten lijken op gewoon broedpeermos (Pohlia annotina) zonder broedknoppen. Verwarring kan optreden met kleipeermos (Pohlia melanodon) en geelknolpeermos (Pohlia lutescens). De eerste heeft brede zeskantige cellen; de tweede heeft evenals roodknolpeermos lijnvormige bladcellen maar is uitgesproken geelgroen met metaalglans. De bleek bruinrode broedknollen zijn kenmerkend (niet te verwarren met die van klein rimpelmos, roestknolknikmos of hakig greppelmos waarmee het geregeld samengroeit).

## Ecologie
De soort komt voor op zandig-lemige en sterk lemige greppelkanten, holle wegen, beekoevers, natuurontwikkelingsterreinen en akkers. 

## Verspreiding
In Nederland is roodknolpeermos zeldzaam. De meeste vondsten dateren van na 1980 en zijn afkomstig van de hogere zandgronden en het heuvelland. Opvallend zijn diverse vondsten rond de Biesbosch. Waarschijnlijk is de soort overal op (sterk) lemige bodem wel te vinden in pioniermilieus.